# Moldavská vlajka

Moldavská vlajka
Poměr stran: 1:2

Moldavská vlajka (rubová strana)

Vlajka Moldavska je tvořena listem o poměru stran 1:2, se třemi svislými pruhy v barvě modré, žluté a červené, uprostřed je umístěný moldavský státní znak (orlice).
Barvy vychází z rumunské vlajky.
Státní znak byl v letech 1990 až 2010 umístěn pouze na přední (lícové) straně vlajky, zadní (rubovou) stranu tvořila trikolóra bez znaku. Vlajka Moldavska byla jedna z mála národních vlajek s odlišnými stranami. Odlišné strany má ještě vlajka Paraguaye a vlajka Saúdské Arábie. Od 26. listopadu 2010 je v platnosti vlajka, na jejíž zadní straně je umístěn zrcadlově obrácený státní znak.
Nezávislé Moldavsko vztyčovalo od 23. prosince 1917 do 9. dubna 1918 modro-červenou bikolóru. Šlo o historické moldavské barvy zastoupené i na rumunské vlajce. Další vlajka byla zavedená s vyhlášením Moldavské SSR v roce 1940. Stejně jako vlajky ostatních svazových republik byla i vlajka MSSR v padesátých letech 20. století změněná. Stalo se to 31. ledna 1952. Další změny se Moldavská vlajka dočkala poměrně brzy, už na začátku roku 1990. Tato verze vlajky (až na zmíněnou rubovou stranu) zůstala v platnosti až do vyhlášení nezávislosti Moldavska.

Rozměry moldavské vlajky
Vlajka moldavského prezidenta Poměr stran: 1:1
Armádní moldavská vlajka Poměr stran: 2:3

## Historie

### Moldavské knížectví

Moldavský prapor (1467)
Moldavský prapor (1531)
Moldavský prapor (1574)
Moldavský prapor (1601)
Prapor moldavské kavalérie (17. století)
Státní vlajka moldavského knížectví (1831–1859)
Prapor pěchotního pluku moldavské armády (1834)
Vlajka moldavské přístavní policie (1858)
Vlajka obchodních lodí (1855)
Vlajka obchodních lodí Moldavského knížectví (1859)

### Moderní Moldavsko

Státní vlajka Moldavské demokratické republiky (1917)
Druhá vlajka Moldavské demokratické republiky (1918)
Vlajka Moldavské ASSR (1925–1932) Poměr stran: 1:2
Vlajka Moldavské ASSR (1937–1938) Poměr stran: 1:2
Vlajka Moldavské ASSR (1938–1940) Poměr stran: 1:2
Vlajka Moldavské SSR (1941–1952) Poměr stran: 1:2
Vlajka Moldavské SSR (1952–1990) Poměr stran: 1:2
Zadní strana moldavské vlajky (1990–2010) Poměr stran: 1:2

## Vlajky moldavských nižších celků
Moldavsko se člení na tři městské autonomní celky (Kišiněv, Bălți a Tighina), dva částečně autonomní regiony (Gagauzsko a Podněstří) a 32 okresů.
Města

Kišiněv Poměr stran: 1:2
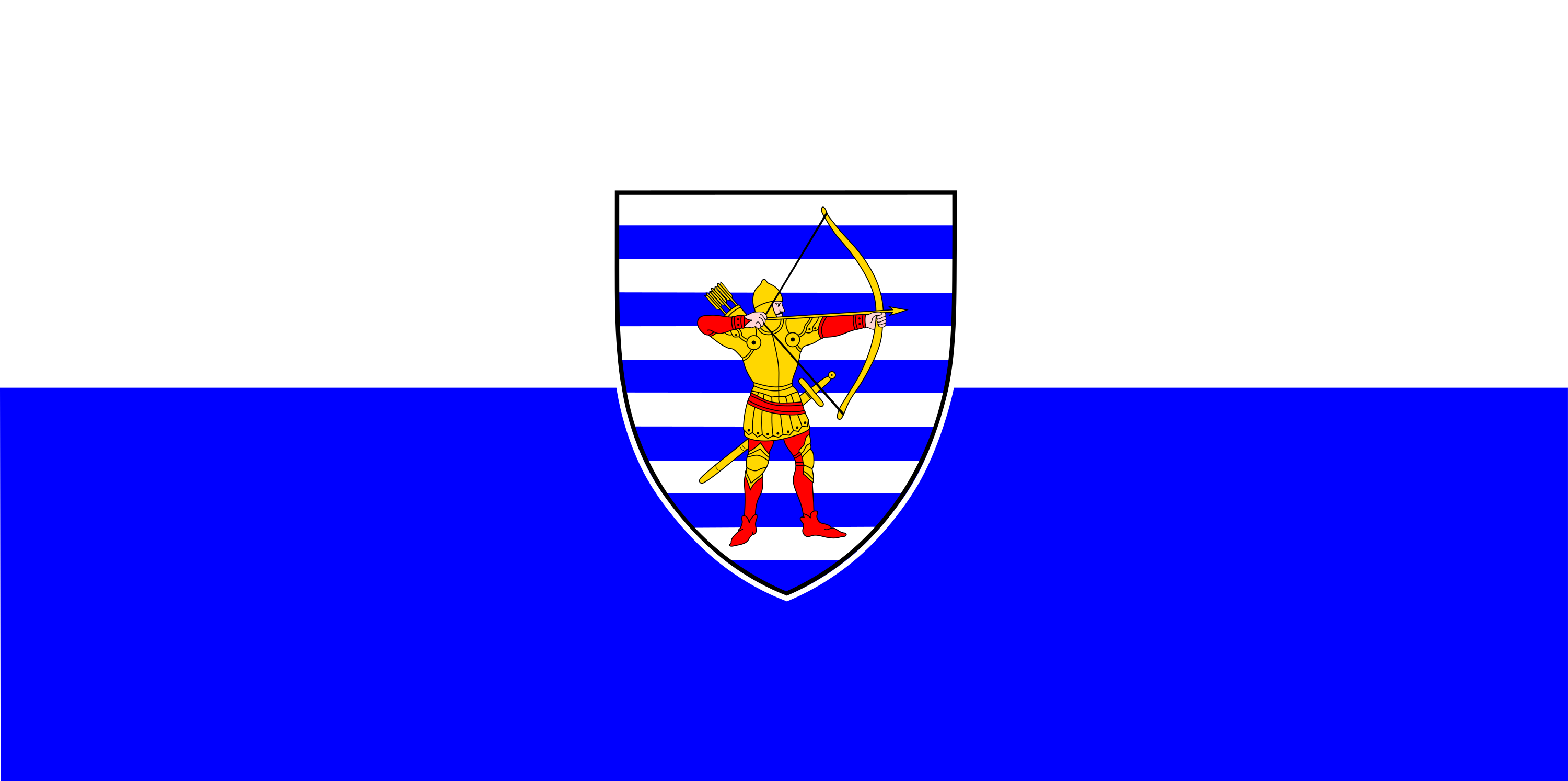
Bălți Poměr stran: 1:2
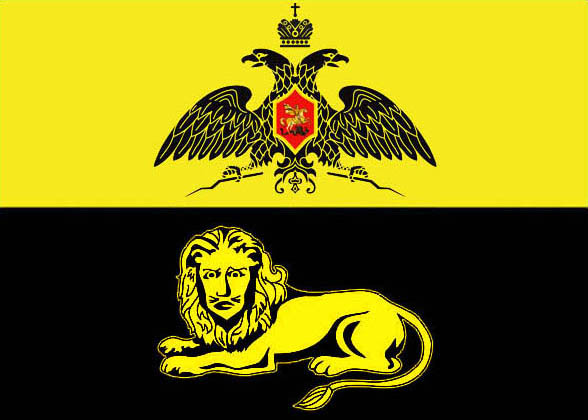
Tighina Poměr stran: 5:7

Autonomní regiony
Moldavsko zahrnuje dva částečně autonomní regiony:
- Gagauzsko – autonomní oblast v rámci Moldavska
- Podněstří – de facto nezávislý, ale neuznaný stát, který se od Moldavska odtrhl

Gagauzská vlajka Poměr stran: 1:2
Podněsterská vlajka Poměr stran: 1:2

Okresy

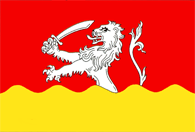
Okres Anenii Noi Poměr stran: 2:3
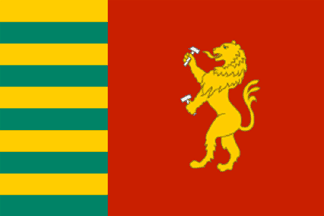
Okres Basarabeasca Poměr stran: 2:3
Okres Briceni
Okres Cahul Poměr stran: 2:3
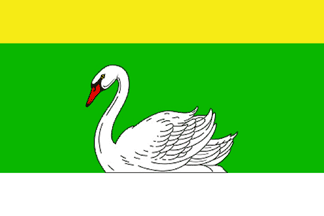
Okres Cantemir Poměr stran: 2:3
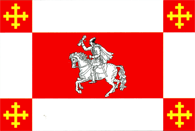
Okres Călărași Poměr stran: 2:3
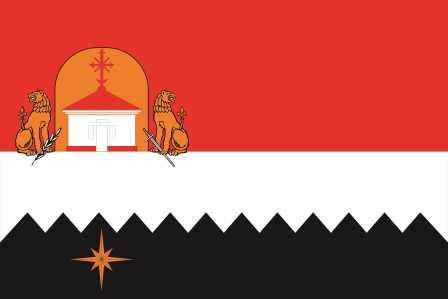
Okres Căușeni Poměr stran: 2:3
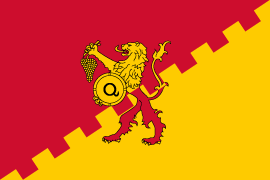
Okres Cimișlia Poměr stran: 2:3
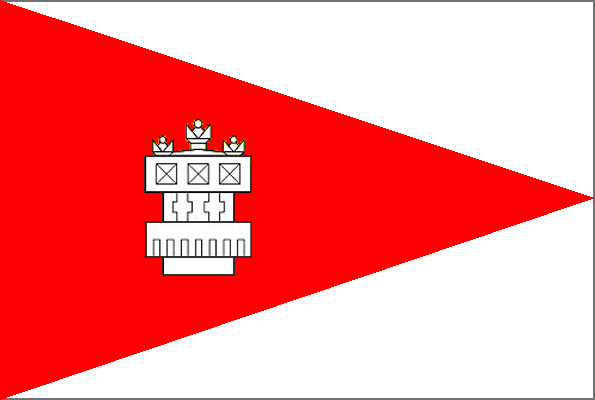
Okres Criuleni Poměr stran: 2:3
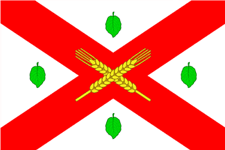
Okres Dondușeni Poměr stran: 2:3
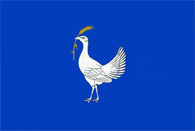
Okres Drochia Poměr stran: 2:3
Okres Dubăsari Poměr stran: 2:3
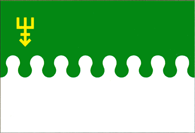
Okres Edineț Poměr stran: 2:3
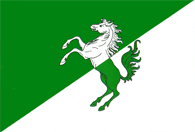
Okres Fălești Poměr stran: 2:3
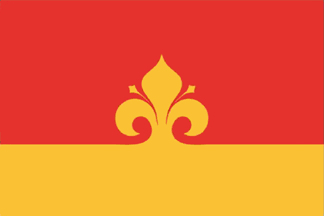
Okres Florești Poměr stran: 2:3
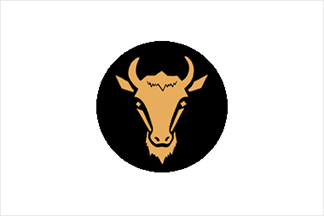
Okres Glodeni Poměr stran: 2:3
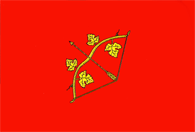
Okres Hîncești Poměr stran: 2:3
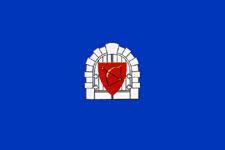
Okres Ialoveni Poměr stran: 2:3
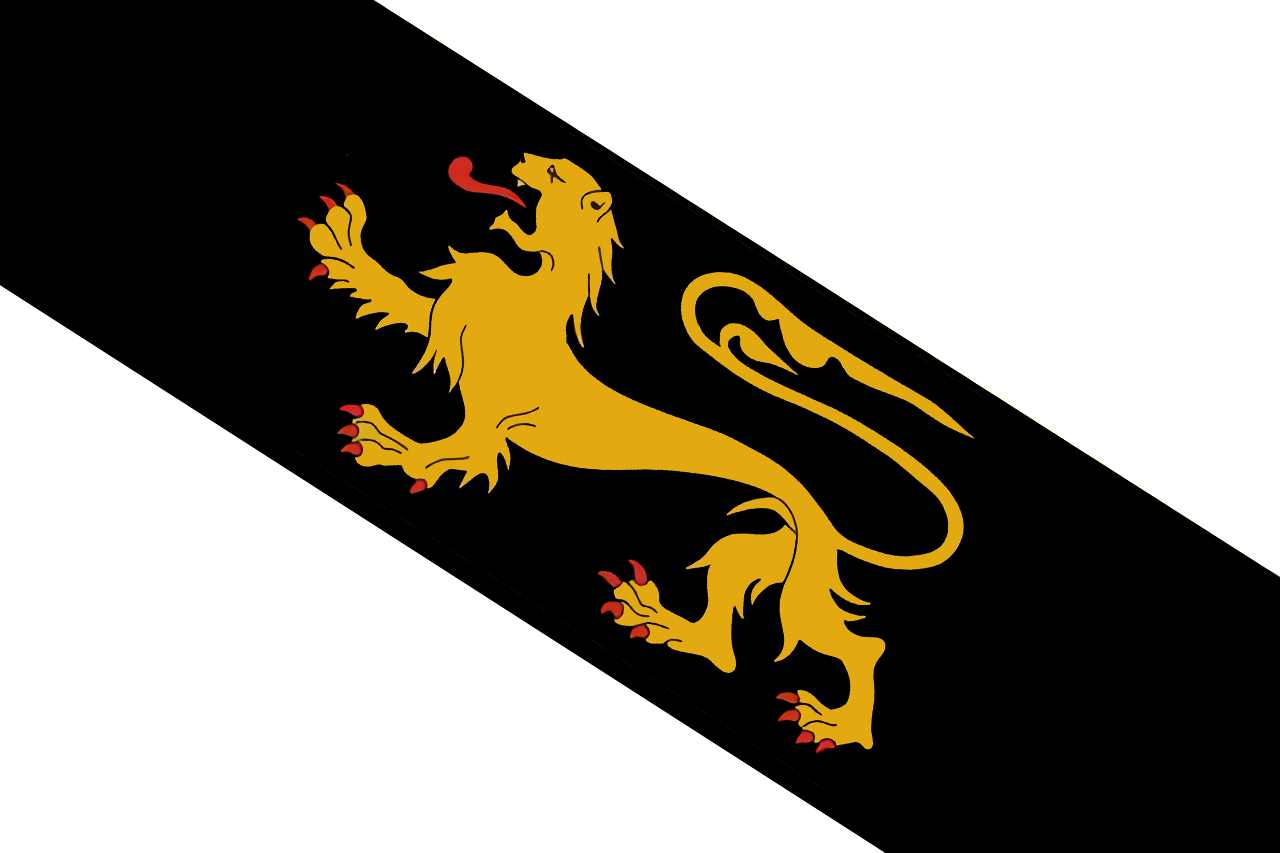
Okres Leova Poměr stran: 2:3
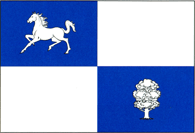
Okres Nisporeni Poměr stran: 2:3
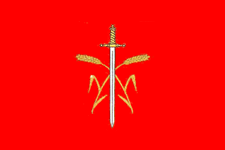
Okres Ocnița Poměr stran: 2:3
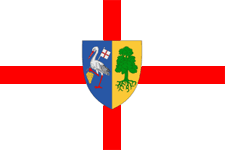
Okres Orhei Poměr stran: 2:3
Okres Rezina Poměr stran: 2:3
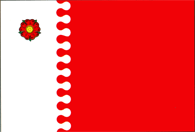
Okres Rîșcani Poměr stran: 2:3
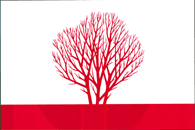
Okres Sîngerei Poměr stran: 2:3
Okres Soroca Poměr stran: 2:3
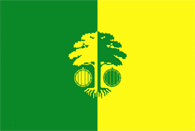
Okres Strășeni Poměr stran: 2:3
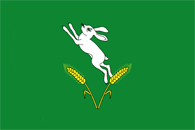
Okres Șoldănești Poměr stran: 2:3
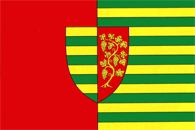
Okres Ștefan Vodă Poměr stran: 2:3
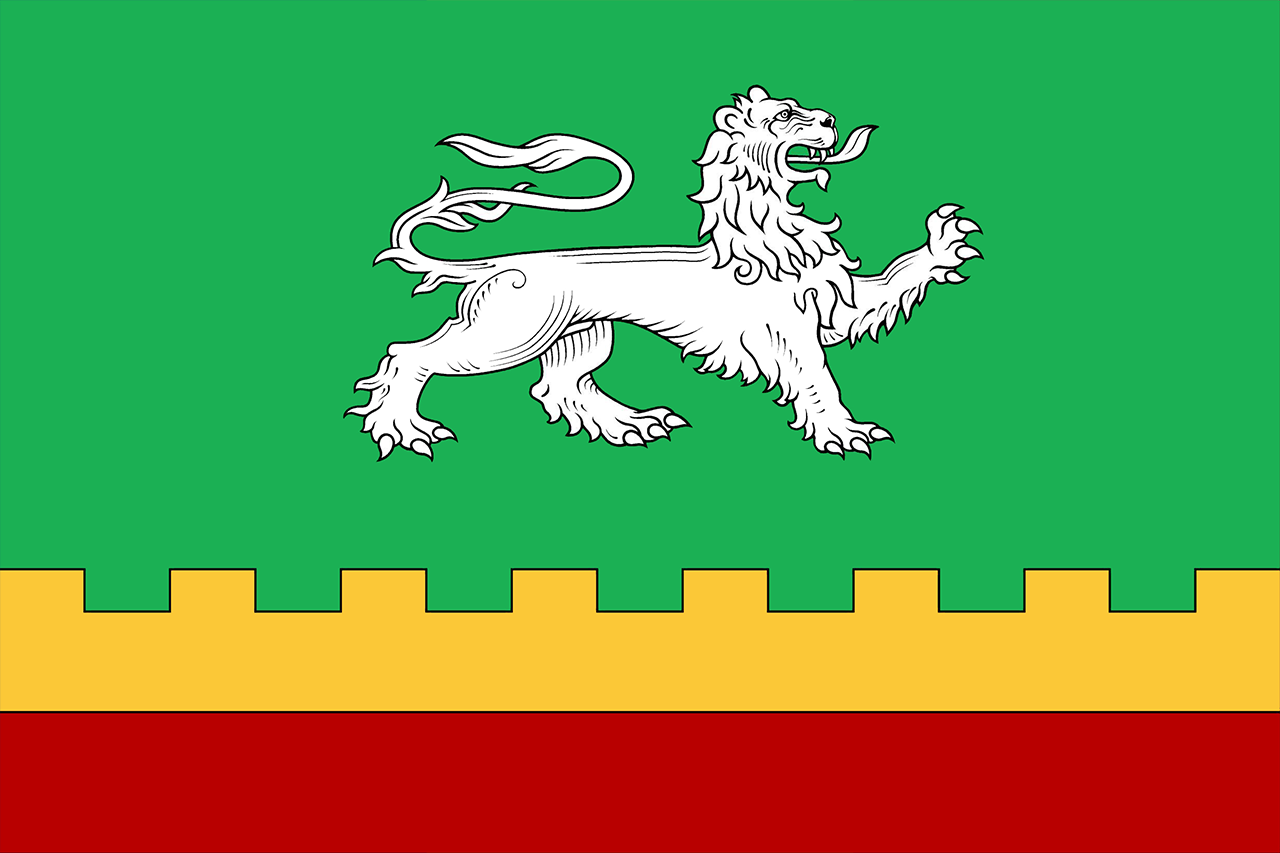
Okres Taraclia Poměr stran: 2:3
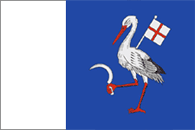
Okres Telenești Poměr stran: 2:3
Okres Ungheni Poměr stran: 2:3